# La Boada (Amer)
La Boada és un mas a l'oest del del nucli d'Amer (la Selva). Aquesta masia, de notables dimensions, està datada del segle xvi, encara que s'ha reformat al llarg dels segles, sobretot al XIX. Les modificacions dels segle xix són les de la part de llevant, allargada més enllà de la garita de vigilància. Als anys 2000-2005 es va reformar totalment respectant l'estructura. Es refeu i pintà l'arrebossat, s'hi obriren noves obertures, es restauraren interiors i exteriors, i s'arranjaren els voltants.

## Arquitectura
Edifici aïllat de tres plantes i estructura rectangular cobert amb un teulat de quatre vessants. Està format per un conjunt de construccions: l'edifici original i les ampliacions i adossats, el gran paller i les dependències de treball, com l'antiga era de batre el gra.
Pel que fa a la casa, està arrebossada i pintada de color ocre rosat a excepció dels marcs d'algunes obertures, la planta baixa de la façana de llevant i el paller, de pedra vista o mostrant la pedra sorrenca en grans blocs escairats.
La façana principal està precedida per un pati tancat per una paret. Passada el portal metàl·lic d'accés, destaca el grandíssim portal adovellat de pedra sorrenca i amb forma d'arc de mig punt. A la dovella clau conté un escut amb sis franges horitzontals amb signes, flors, xifres i lletres de difícil interpretació. També destaca la fusta de roure de la porta. De la façana principal, al sud, destaquen també alguna finestra de permòdols, alguna finestra petita emmarcada de pedra (amb un baix relleu trilobulat a la llinda) i unes finestres amb arc de mig punt del primer pis. En aquest pis les tres finestres d'arc de mig punt seguides han estat obertes en les últimes reformes de 2000-2005.
A la part de llevant de la façana principal hi ha una part afegida (segle xix) amb una terrassa sostinguda per arcades de mig punt rebaixades. Sobre les arcades existeix una torreta o garita de vigilància, originalment situada en una cantonada de la casa, de planta circular, arrebossada i cupuleta coberta amb rajola pintada de color verd i grana. Aquesta torreta té una finestreta, però el més destacat és la base, ja que conté una inscripció, diverses motllures i un baix relleu amb un cap femení. A la inscripció hi consta un nom, una data i l'abreviatura de Jesús (IHS), però és de difícil lectura.
A la façana de llevant destaca l'important contrafort corregut que ocupa tota la planta baixa, amb un arrebossat diferent i amb la pedra vista.
El ràfec està format per tres fileres, dues de rajola (plana i en forma de dent de diamant) i una de teula. Hi ha una xemeneia de tres nivells de rajola i teula, de doble vessant.
Pel que fa al paller, és de grans dimensions i té vàries parts afegides a costat i costat de l'original. Està cobert amb un embigat de fusta i teules a doble vessant a laterals. Té dues plantes i una entrada, a la part esquerra, amb forma d'arc de mig punt amb dovelles de blocs ben escairats de pedra sorrenca.